# Store Gårvattnet
Store Gårvattnet är en sjö i Stenungsunds kommun i Bohuslän och ingår i Göta älv-Bäveåns kustområde. Sjön är 7,5 meter djup, har en yta på 0,01 kvadratkilometer och befinner sig 69 meter över havet.
Både Stora och lilla Gårvattnet samt intilliggande Gårvattensbacken har fått sina namn från ordet går som betyder gyttja eller dy. Antagligen är sjöarna relativt gyttjiga.
Sjöns sydöstra del hör till hemmanet Gårvattensbacken som ligger söder om sjön. Hemmanet är ofta förkortat till endast "Backen".